# Staudingeria
Staudingeria é um gênero de mariposa pertencente à família Crambidae.